# Pierre d'Oron (évêque de Lausanne)
Pour les articles homonymes, voir Pierre d'Oron et Oron.
Pierre d'Oron, 27 mars 1323, est un ecclésiastique valaisan, prince de Lausanne du début du XIVe siècle, issu de la famille d'Oron.

## Biographie
Pierre d'Oron, dont la date de naissance n'est pas connue, est issue d'une famille valaisanne de ministériaux des abbés de Saint-Maurice-d'Agaune. Il est le fils de Pierre, coseigneur de Vevey.
La première mention de Pierre date de l'année 1298, où il est chanoined e Toul (Lorraine). 
En 1313, une révolte éclate à Lausanne durant la vacance du siège épiscopal. Elle est réprimée. Pierre d'Oron est nommé par le pape Clément V le premier octobre comme le nouvel évêque de Lausanne. Avant sa nomination, il est trésorier de l'Église de Lausanne et a « largement contribué au retour à l'ordre ». Au début de son épiscopat, il reçoit de nombreux hommages, tant de nobles que de bourgeois et d’ecclésiastiques, pour renforcer son pouvoir à Lausanne. Il crée la fonction de bailli épiscopal. En 1314, il se dispute l'alliance du comte de Gruyère avec Louis II de Vaud, que ce dernier obtient finalement.
Durant les deux premières années de son épiscopat, il mène une politique de rapprochement avec la maison de Savoie (notamment le seigneur de Vaud Louis II) et les bourgeois de Lausanne. Dans ce but, il nomme un vassal du comte de Savoie comme châtelain de Lucens.
En 1316, il est aux côtés du comte de Genève contre Louis II de Savoie-Vaud. Ce dernier lance une attaque sur plusieurs fronts et prend la tour de Gourze et le château de Villarzel. Le 17 juin, Pierre d'Oron signe un traité avec le comte Amédée V de Savoie, oncle de Louis II. Le comte occupe militairement les terres de l'évêque pour les protéger du seigneur de Vaud et en échange l'évêque offre au comte le partage de la juridiction sur la principauté épiscopale. À la suite de l'intervention du comte de Savoie, le seigneur de Vaud et l'évêque signent un traité de paix à Villarzel. Ils s'échangent des territoires pour desenchevêtrer leurs droits.
Pierre d'Oron meurt le 27 mars 1323.

### Sources
- Francis Aerny, L'Évéché de Lausanne (VIe siècle-1536), Cabédita, 1991, pp.49-50, 132
- Jean-Daniel Morerod, Genèse d'une principauté épiscopale, 2000, p. 335-354